# Томас Кранмер
Томас Кранмер (енгл. Thomas Cranmer; 2. јул 1489 — 21. март 1556) био је енглески државник и Надбискуп кентерберијски. Спаљен је на ломачи као јеретик у време римокатоличке реакције краљице Мери I. Као главни заступник верске реформације у Енглеској увео литургију на енглеском језику и саставио „Општи молитвеник“ на енглеском.

## Биографија
Био је син Томаса и Агнес Кранмер, људи скромног порекла. Образован је на Кембриџу, где је показао изузетну интелигенцију и занимање за хуманисте и Еразма Ротердамског. Након завршетка студија почиње да ради на Кембриџу, а убрзо постаје и свештеник, када његова каријера доживљава нагле успехе. Као један од моћних верских поглавара католичке Енглеске, јавно подржава развод краља Хенрија Осмог и Катарине Арагонске, те постаје савезник нове, протестантске краљице, Ане Болен. Кранмер ни за време њене владавине, када је унапређен у надбискупа кентерберијског, није успео да спроведе протестантске реформе које је желео, јер је Хенри, као врховни верски поглавар, уживао превелике слободе. Тек за време краткотрајне владавине Хенријевог сина, Едварда VI, успео је да у Цркву унесе радикалне промене. Једна од њих је била и потпуно нова, протестантска литургија, коју је написао. Са доласком Марије Тјудор (Крваве Мери), окореле католикиње, Томас пада у немилост, и завршава у затвору. Ту је провео две године, након чега је као јеретик спаљен на ломачи.

## Суђења, одрицања, погубљење (1553–1556)
Едвард VI се тешко разболео и одборницима је речено да му није преостало дуго да живи. У мају 1553. савет је послао неколико писама континенталним реформаторима уверавајући их да се Едвардово здравље поправља. Међу писмима је било и једно упућено Меланхтону у којем је позван да дође у Енглеску да преузме Регијусову столицу у Кембриџу која је била упражњена од смрти Мартина Бусера у фебруару 1551. Ни Хенри VIII, ни Кранмер раније нису успели да убеде Меланхтона да дође; овога пута савет се озбиљно потрудио пославши му аванс за покриће путних трошкова. Кранмер је послао лично писмо позивајући га да прихвати понуду. Упркос његовој молби, Меланхтон никада није отпутовао у Енглеску. Док се одвијао овај напор да се ојача реформација, веће је радило на томе да убеди неколико судија да на трон поставе леди Џејн Греј, Едвардову рођаку и протестанткињу, уместо Мери, кћерке Анрија и Катарине од Арагона и католкиње. Дана 17. јуна 1553, краљ је саставио тестамент, уз напомену да ће га Џејн наследити, што је у супротности са Трећим законом о наследству. Кранмер је покушао да разговара са Едвардом насамо, али је одбијен и његова аудијенција код Едварда се догодила у присуству одборника. Едвард му је рекао да подржава оно што је написао у тестаменту. Кранмерова одлука да подржи Џејн мора да се догодила пре 19. јуна, када су послате краљевске наредбе да се сазове Конвокација ради признавања новог наследства.
До средине јула дошло је до озбиљних покрајинских побуна у Мерину корист и подршка за Џејн у одбору је опала. Пошто је Мери проглашена краљицом, Дадли, Ридли, Чек и Џејнин отац, војвода од Сафолка, били су затворени. Против архиепископа нису предузете никакве радње. Он је 8. августа предводио Едвардову сахрану према обредима из молитвеника. Током ових месеци, саветовао је друге, укључујући Петра Мартира, да побегну из Енглеске, али је он сам одлучио да остане. Реформисани бискупи су уклоњени са дужности, а конзервативно свештенство, као што је Едмунд Бонер, враћено је на своје старе позиције. Кранмер није пао без борбе. Када су се прошириле гласине да је он одобрио употребу мисе у катедрали у Кентерберију, он их је прогласио лажним и рекао: „Сва доктрина и религија нашег поменутог сувереног лорда, краља Едварда VI, чистија је и у складу са Божјом речју од било које друге коришћене у Енглеској током ових хиљаду година.“ Није изненађујуће што је влада сматрала да је Кренмерова изјава била равна побуни. Наређено му је да стане пред одбор у Звезданој комори 14. септембра и тог дана се коначно опростио од Мартира. Кранмер је послат право у Кулу да се придружи Хјуу Латимеру и Николасу Ридлију.
Дана 13. новембра 1553, Кранмер и још четворица су изведени пред суд за издају, проглашени кривим и осуђени на смрт. Бројни сведоци су тврдили да је Кранмер подстицао јерес и писао јеретичка дела. До фебруара 1554, Џејн Греј и други побуњеници су погубљени, а пажња се потом окренула верским вођама реформације. Тајни савет је 8. марта 1554. наредио да се Кренмер, Ридли и Латимер преместе у затвор Бокардо у Оксфорду да сачекају друго суђење за јерес. За то време, Кранмер је успео да прокријумчари писмо Мартиру, који је побегао у Стразбур, последњи сачувани документ написан његовом руком. Изјавио је да је очајна ситуација цркве доказ да ће она на крају бити испоручена и написао: „Молим се да Бог дозволи да издржимо до краја!“ Кранмер је остао изолован у затвору Бокардо седамнаест месеци пре него што је суђење је почело 12. септембра 1555. Иако се одвијало у Енглеској, суђење је било под папском јурисдикцијом, а коначна пресуда је дошла из Рима. На испитивању, Кранмер је признао сваку чињеницу која је стављена пред њега, али је негирао било какву издају, непослушност или јерес. Суђење Латимеру и Ридлију почело је убрзо након Кранмеровог, али су њихове пресуде донете скоро одмах и спаљени су на ломачи 16. октобра. Кранмер је одведен у торањ да посматра процес. Рим је 4. децембра одлучио о Кранмеровој судбини лишивши га архиепископије и дајући дозволу световним властима да изврше казну.
У његовим последњим данима, Кранмерове околности су се промениле, што је довело до неколико опозива. Дана 11. децембра изведен је из Бокарда и смештен у кућу декана Христове цркве. Ово ново окружење било је веома другачије од оног током две године у затвору. Био је у академској заједници и третиран је као гост. Пришао му је доминикански фратар Хуан де Виљагарсија, он је расправљао о питањима папске превласти и чистилишта. У своја прва четири одрицања, направљена од краја јануара до средине фебруара, Кранмер се потчинио ауторитету краља и краљице и признао папу као поглавара Цркве. Дана 14. фебруара 1556. деградиран је из светог реда и враћен у Бокардо. Признао је врло мало и Едмунд Бонер није био задовољан овим признањима.
Дана 24. фебруара, издат је налог градоначелнику Оксфорда, и датум погубљења Кранмера одређен је за 7. март. Два дана након издавања налога, издата је пета изјава, прва која би се могла назвати истинским опозивом. Кранмер је одбацио сву лутеранску и цвинглианску теологију, у потпуности прихватио католичку теологију, укључујући папску надмоћ и транссупстанцијацију, и изјавио да нема спасења изван католичке цркве. Објавио је радост због повратка католичкој вери, затражио и примио сакраментално опроштење и учествовао у миси. Кренмерово спаљивање је одложено и, према уобичајеној пракси канонског права, требало је да буде ослобођен. Мери је, међутим, одлучила да даље одлагање није могуће. Његово последње одрицање је издато 18. марта. Био је то знак сломљеног човека, свеобухватно признање греха. Упркос одредби у канонском праву да се јеретицима који се покају опрости, Мери је била решена да од Кренмера направи пример, тврдећи да су „његово безакоње и тврдоглавост били толико велики против Бога и ваше милости да ваша милост и милосрђе не могу имати места у поступању с њим“, и кренуло се даље са његовим погубљењем.
Кренмеру је речено да ће моћи да изврши коначно опорицање, али да ће овога пута то бити јавно током службе у Универзитетској цркви у Оксфорду. Говор је написао и предао га унапред, и објављен је након његове смрти. На проповедаоници на дан погубљења, 21. марта 1556. године, отворио је молитвом и позивом да се повинују краљу и краљици, али је своју проповед завршио потпуно неочекивано, одступајући од припремљеног писма. Одрекао се опорицања које је својом руком писао или потписао након деградације и навео да ће, последично, његова рука бити кажњена тако што ће бити прва спаљена. Затим је рекао: „А што се тиче папе, ја га одбијам, као Христовог непријатеља и Антихриста са свом његовом лажном доктрином.“ Извучен је са проповедаонице и одведен тамо где су Латимер и Ридли спаљени шест месеци раније. Док га је ватра обузимала, испунио је своје обећање тако што је ставио десну руку у срце ватре, називајући је „та недостојна рука“. Његове речи на самрти биле су: „Господе Исусе, прими мој дух. Видим небеса отворена и Исуса како стоји с десне стране Бога.”

## Последице и наслеђе
Марина влада је израдила памфлет са свих шест опозива плус текст говора који је Кранмер требало да одржи у Универзитетској цркви. Његово накнадно повлачење својих опозива није поменуто, иако је оно што се заправо догодило убрзо постало општепознато, поткопавајући ефикасност пропаганде. Слично томе, протестантска странка је имала потешкоћа да искористи догађај, с обзиром на Кранмерово одрицање. Пропаганда изгнаника се концентрисала на објављивање разних примерака његових списа. На крају је Џон Фокс ставио Кранмерову причу у делотворну употребу 1559. године, и она је била истакнута у његовим Законима и монументима када је први пут штампана 1563. године.
Кранмерова породица је била прогнана на континент 1539. Не зна се тачно када су се вратили у Енглеску, али је убрзо након устоличења Едварда VI 1547. године, Кранмер јавно признао њихово постојање. Не зна се много о раним годинама његове деце. Његова ћерка Маргарет је вероватно рођена током 1530-их, а његов син Томас је ређен касније, вероватно за време владавине Едварда. Отприлике у време Мериног ступања на власт, Кранмерова жена, Маргарет, побегла је у Немачку, док је његов син био поверен његовом брату Едмунду Кранмеру, који га је одвео на континент. Маргарет Кранмер се на крају удала за Кранмеровог омиљеног издавача, Едварда Вичерча. Пар се вратио у Енглеску након Мерине владавине и настанио се у Сарију. Вајтчурч је такође преговарао о браку Маргарет са Томасом Нортоном. Вајтчерч је умро 1562, а Маргарета се удала по трећи пут за Бартоломеја Скота. Умрла је током 1570-их. Обоје Кранмерове деце умрло је без потомства и његова лоза је изумрла.
Када је Елизабета I дошла на власт 1558. године, вратила је Енглеској цркви независност од Рима у оквиру елизабетанске верске погодбе. Црква коју је поново успоставила представљала је, заправо, вид едвардинске цркве из септембра 1552. Тако је Елизабетански молитвеник у основи био Кранмерово издање из 1552. године, али без „Црне рубрике“. У сазиву 1563. године, Четрдесет два члана које црква никада није усвојила су измењена у области евхаристијске доктрине да би се формирало Тридесет девет чланака. Већина изгнаника вратила се у Енглеску и наставила своју каријеру у цркви. Некима попут Едмунда Гриндала, кентерберијског надбискупа током Елизабетине владавине, Кранмер је пружио сјајан пример чији рад треба подржавати и проширивати.
Кранмерова највећа преокупација била је одржавање краљевске превласти и ширење реформисане теологије и праксе. Научници примећују да се највише памти по свом доприносу у областима језика и културног идентитета. Његова проза је помогла у развоју енглеског језика, а Књига заједничких молитви представља велики допринос енглеској књижевности, и утицала је на многе животе у англофонском свету. Она је водила англиканско богослужење четири стотине година.
Католички биографи понекад приказују Кренмера као непринципијелног опортунисту, никодемита и оруђе краљевске тираније. Са своје стране, чини се да неки протестантски биографи превиђају начине или прилике у којима је Кранмер издао своја начела. Обе стране се могу сложити у томе да Кренмера виде као посвећеног научника чији је живот показао снаге и слабости веома хуманог и често недовољно цењеног реформатора.
Енглеска црква обележава сећање на Томаса Кренмера као мученика реформације 21. марта, на годишњицу његове смрти, и он се памти у календару светаца Енглеске цркве са мањим фестивалом. Претпостављено место спаљивања обележено је поплочаним крстом у Брод улици у Оксфорду, где се годишње сећање одржава од стране Молитвеног друштва.
Литургијски календар Епископалне цркве САД одаје му част (заједно са Хјуом Латимером и Николасом Ридлијем) „даном необавезног обележавања“ 16. октобра.

## Породично стабло
|  |                  |  |  |  |  |  |  |  |  |  |  |  |  |  |  |  |
|  | 2.               |  |  |  |  |  |  |  |  |  |  |  |  |  |  |  |
|  |                  |  |  |  |  |  |  |  |  |  |  |  |  |  |  |  |
|  |                  |  |  |  |  |  |  |  |  |  |  |  |  |  |  |  |
|  | 1. Томас Кранмер |  |  |  |  |  |  |  |  |  |  |  |  |  |  |  |
|  |                  |  |  |  |  |  |  |  |  |  |  |  |  |  |  |  |
|  |                  |  |  |  |  |  |  |  |  |  |  |  |  |  |  |  |
|  | 3.               |  |  |  |  |  |  |  |  |  |  |  |  |  |  |  |
|  |                  |  |  |  |  |  |  |  |  |  |  |  |  |  |  |  |
|  |                  |  |  |  |  |  |  |  |  |  |  |  |  |  |  |  |